# Boris Quercia
Boris Vincenzo Quercia Martinic (Santiago, Chile; 26 de agosto de 1966) es un actor, director, guionista, productor y escritor chileno. En teatro ha destacado por su interpretación de Roberto Parra Sandoval en la aclamada obra La negra Ester de Andrés Pérez. Como cineasta, su primer largometraje Sexo con amor fue galardonado con diversos premios nacionales e internacionales. Como director de televisión, la serie Los 80 se ha convertido en una de las más exitosas de la televisión chilena, desde el estreno de su primera temporada en 2008. Y como escritor ha ganado el Gran Premio de la Literatura Policial en Francia con su segunda novela, Perro muerto.

## Biografía
Hijo del actor Mauricio Benito Quercia Pesce y de Krasna Dominga Martinic Jelincic, Quercia cursó sus estudios primarios en el Colegio Salesiano El Patrocinio de San José  y estudió actuación en la Universidad de Chile.
Es uno de los fundadores de la compañía Teatro Provisorio, que más tarde se convirtió en el Gran Circo Teatro, dirigido por Andrés Pérez, y donde protagonizó la afamada obra de teatro La negra Ester. Más tarde integró la compañía Teatro Sombrero Verde, bajo la dirección de Willy Semler.
Su carrera como director de cine comenzó con el cortometraje Ñoquis (1995), grabado en formato de 16 mm, seguido por El lanza (1997), de 35 mm. El 2000 estrenó L.S.D., la primera película chilena grabada en formato digital, y tres años después apareció su primer largometraje, Sexo con amor, con el cual ganó el Premio Altazor como mejor director, además de varios otros galardones internacionales por mejor película y dirección. En 2006 salió su segunda cinta larga, El rey de los huevones. Quercia ha sido el guionista de todos sus filmes.
En televisión, dirigió las primeras cinco temporadas (2008-2012) de la serie Los 80, que se convirtió en una más exitosas de Chile. Finalmente, decidió dejar la serie para poder actuar en la adaptación chilena de la exitosa El hombre de tu vida. Sobre este cambio, dice que cuando lo invitaron a participar en el casting se sentía inseguro porque nunca había interpretado el papel de conquistador. "Pero bueno, hice el casting igual y les gustó y me insistieron en que hiciera el personaje. El problema es que me iba a topar con Los 80 y tuve que tomar una decisión bien complicada, porque yo me siento bien dueño de ese proyecto de alguna manera, hice cinco temporadas como director, escribí varios guiones, entonces fue complicado".

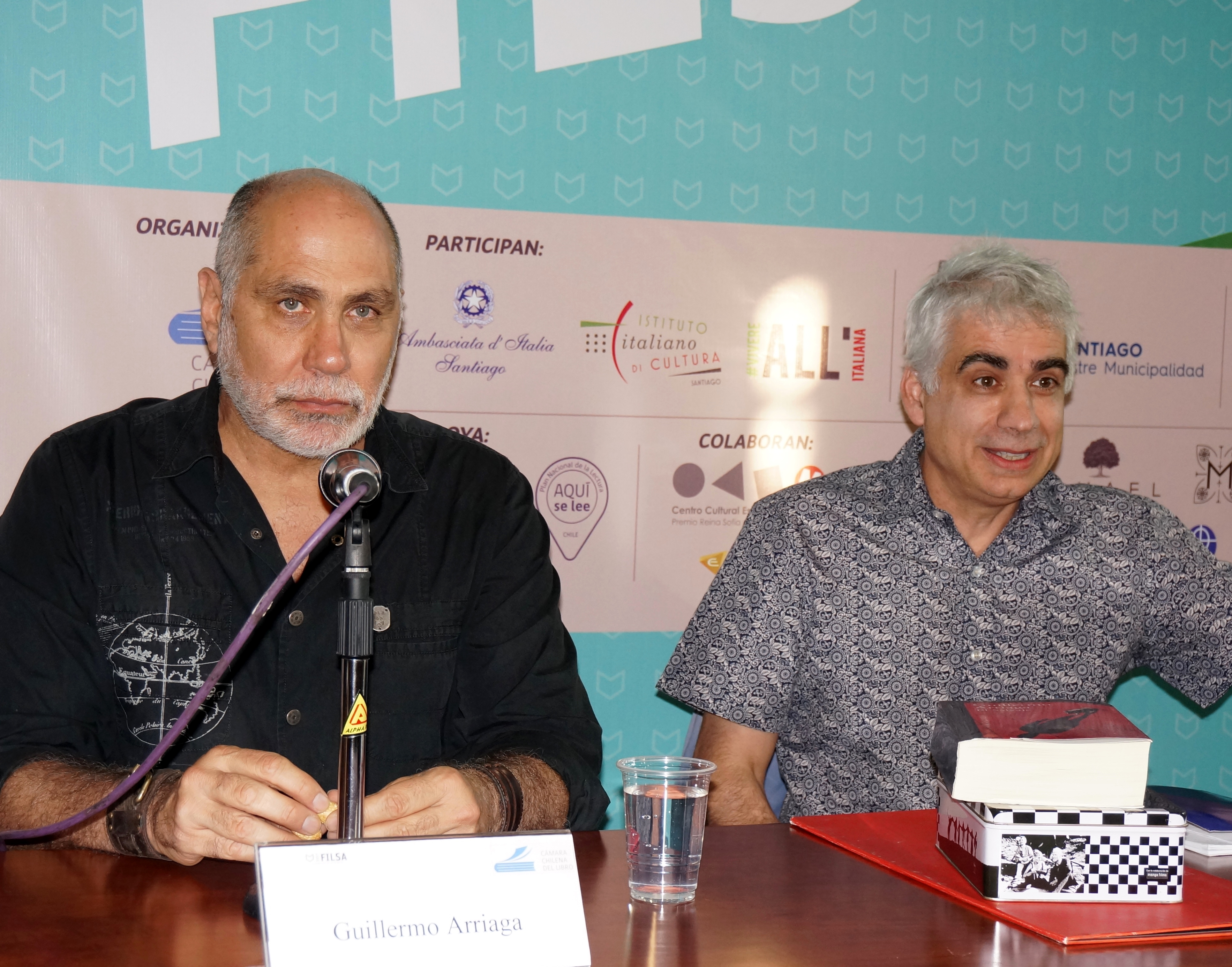
Con Guillermo Arriaga en la FILSA 2017

En 2010 Quercia publicó su primera novela, Santiago Quiñones, tira. Sobre su vena de escritor dijo en 2013: "Tengo que encontrarme más espacios para dedicarme a escribir, pero es de las cosas que más me apasionan. Y estuvo muy buena la experiencia de la novela, me gustó mucho, creo que además se construyó un personaje que podría seguir en otras instancias."
Su segunda novela policíaca la sacó en 2015 en Francia Perro muerto (Tant de chiens, traducida por Isabel Siklodi; Editorial Asphalte) protagonizada por el mismo personaje, el detective de la PDI Santiago Quiñones. Al año siguiente, el libro ganó en ese país el Gran premio de la literatura policíaca en la categoría Novela extranjera. Este galardón, que en francés se llama Grand prix du roman noir, se concede anualmente a la mejor novela francesa y a la mejor novela policíaca internacional publicada durante el mismo año.  El 2016 la novela "Tant de Chiens" también ganó el "Prix Claude Chabrol" en el festival de cine de Beaune.
EL año 2019 Boris Quercia publica "La sangre no es agua" en Chile. Esta novela es el final de la trilogía protagonizada por su detective Santiago Quiñones. Ese mismo año B. Quercia dirige la serie "Tira" basada en esta misma novela. Como en la mayoría de sus trabajos audiovisuales su hermano Antonio Quercia realiza la dirección de fotografía. 

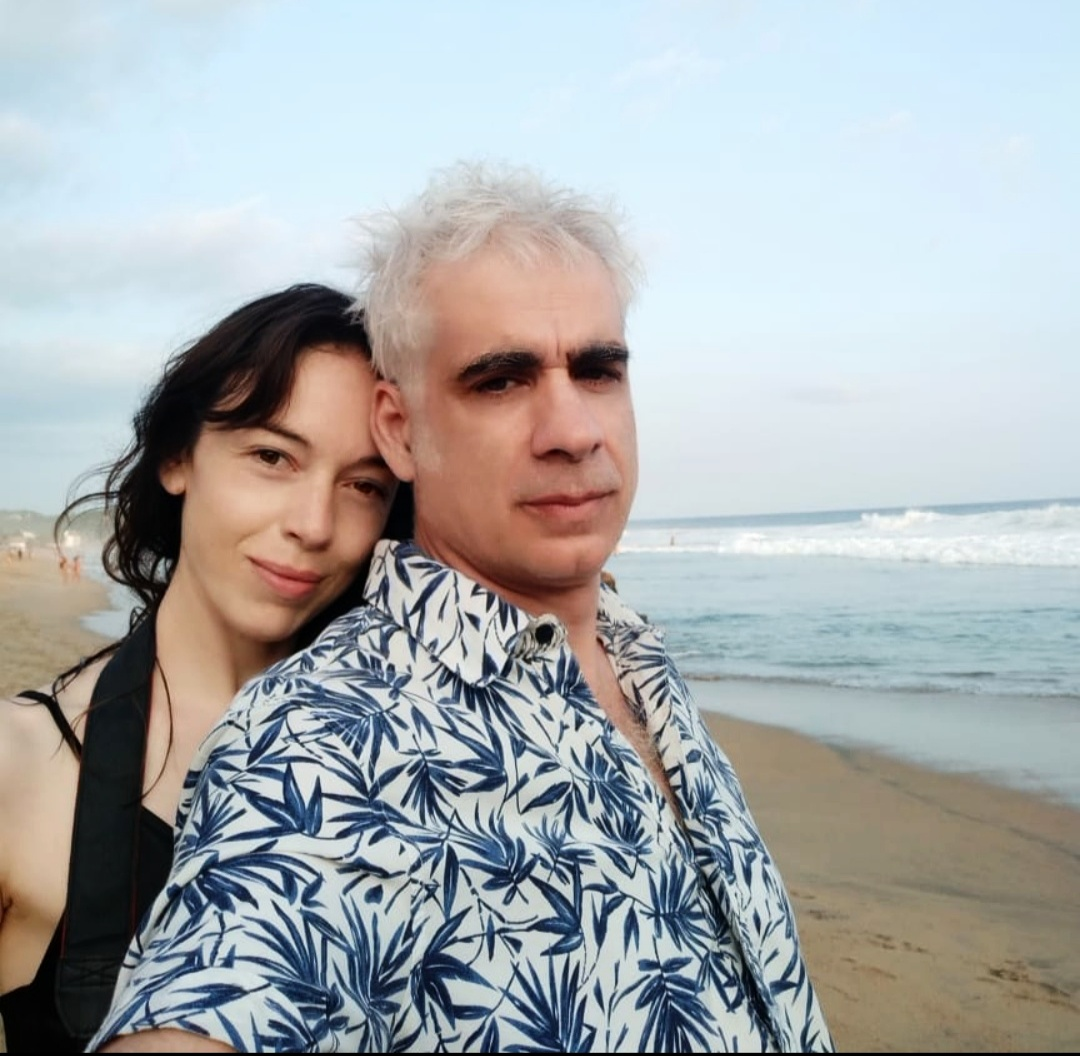
Carla Echeverría y Boris Quercia 2019, San Agustinillo, México.

## Obras
| Cine Actor Año Película Personaje 1993 Johnny cien pesos Parker 1994 Pelea de fondo (corto) 1995 Vine a decirles que me voy (corto) Asfalto sin rumbo (corto) 1996 Mi último hombre Rodrigo 1997 El lanza (corto) Historias de fútbol René 1998 El hombre que imaginaba Aníbal 1999 El desquite Guillermo 2000 L.S.D Coronación Andrés joven 2002 La perra 2003 Sexo con amor Emilio 2006 El Rey de los huevones Anselmo 2008 ChilePuede Guillermo 2009 Super, todo Chile adentro Hugo 2018 ¿Cómo andamos por casa? [ 10 ] Eduardo Director 1995 - Ñoquis (cortometraje) 1997 - El lanza (cortometraje) 2000 - L.S.D 2003 - Sexo con amor 2006 - El rey de los huevones 2018 - ¿Cómo andamos por casa? [ 10 ] 2020 - Un kilo de cenizas 2022 - Un like de Navidad 2023 - Me vuelves Loca (México) 2025 - ¿Cuándo te vas? Guionista 1995 - Ñoquis (cortometraje) 1997 - El lanza (cortometraje) 1999 - El desquite 2000 - L.S.D 2003 - Sexo con amor 2006 - El rey de los huevones 2008 - ChilePuede 2018 - ¿Cómo andamos por casa? [ 10 ] Productor 1997 - El lanza (cortometraje) 1999 - El desquite 2000 - L.S.D 2006 - Kiltro | - 1988: La historia sin fin, adaptación de la novela de Michael Ende, Dir. Horacio Videla. Grupo Teatro Provisorio - 1988-1992: La negra Ester, de Roberto Parra (como Roberto Parra), Dir. Andrés Pérez. Grupo Gran Circo Teatro - 1990: Época 70 Allende, creación colectiva, Dir. Andrés Pérez. Grupo Gran Circo Teatro - 1992: Ricardo II y Noche de reyes, de William Shakespeare (como Sir Tobias Belch), Dir. Andrés Pérez. Grupo Gran Circo Teatro - 1993: Sabor a miel, de Shelagh Delaney, Dir. Willy Semler. Grupo Teatro Sombrero Verde - 1994: Trasnochados, de Alberto Fuguet y Teatro Sombrero Verde, Dir. Willy Semler. Grupo Teatro Sombrero Verde - 1996: El desquite, de Roberto Parra, Dir. Andrés Perez. Grupo Teatro Sombrero Verde - 1997: La maratón, de Claude Confortés, Dir. Willy Semler. Grupo Teatro Sombrero Verde - 1999: Los bufones de Shakespeare, de Boris Quercia y Teatro Sombrero Verde, Dir. Willy Semler. - 2009: Malacara, adaptación de la novela de Guillermo Fadanelli, Dir. Álvaro Viguera. - 2008 - Sexo con amor, guion de la película homónima (Ocho Libros Editores) - 2014 - Santiago Quiñones, tira (Random House Mondadori; traducida al francés por Baptiste Chardon e Isabel Siklodi como Les Rues de Santiago Editorial Asphalte Francia. Editorial Alreves, Barcelona, bajo el título de "Hoy no quiero matar a nadie") Serie Santiago Quiñones 1 - 2015 - Perro muerto (Penguin Random House traducida al francés por Isabel Siklodi como Tant de chiens Editorial Asphalte.) Serie Santiago Quiñones 2 - 2019 - La sangre no es agua (Penguin Random House traducida al francés por Isabel Siklodi como La legende de Santiago Editorial Asphalte) Serie Santiago Quiñones 3 - 2021 - Electrocante (Penguin Random House traducida al francés por Isabel Siklodi y Guilles Marie como Les rêves qui nous restent Editorial Asphalte. Año 2024 editada en España por editorial Alreves) - 2023 - Les Dernier Maillons ( Editorial Asphalte. Traducida al francés por Guilles Marie) |              |
| Año | Película | Personaje    |
| 1993 | Johnny cien pesos | Parker       |
| 1994 | Pelea de fondo (corto) |              |
| 1995 | Vine a decirles que me voy (corto) |              |
| 1995 | Asfalto sin rumbo (corto) |              |
| 1996 | Mi último hombre | Rodrigo      |
| 1997 | El lanza (corto) |              |
| 1997 | Historias de fútbol | René         |
| 1998 | El hombre que imaginaba | Aníbal       |
| 1999 | El desquite | Guillermo    |
| 2000 | L.S.D |              |
| 2000 | Coronación | Andrés joven |
| 2002 | La perra |              |
| 2003 | Sexo con amor | Emilio       |
| 2006 | El Rey de los huevones | Anselmo      |
| 2008 | ChilePuede | Guillermo    |
| 2009 | Super, todo Chile adentro | Hugo         |
| 2018 | ¿Cómo andamos por casa? | Eduardo      |

## Premios
| Año  | Premio | Categoría                   | Obra                           | Resultado    |
| ---- | --- | --------------------------- | ------------------------------ | ------------ |
| 2024 | Grand Prix de l’Imaginaire | Novela extranjera           | Les derniers Maillons (Neurón) | Seleccionada |
| 2016 | Gran Premio de Literatura Policial | Novela extranjera           | Tant de chiens (Perro muerto)  | Ganador      |
| 2016 | "Prix Claude Chabrol" festival de cine de Beaune                                                                                         | Novela policial             | Tant de chiens (Perro muerto)  | Ganador      |
| 2011 | Premio Altazor de las Artes Nacionales                                                                                                   | Dirección: Género dramático | Los 80                         | Ganador      |
| 2010 | Premio Altazor de las Artes Nacionales                                                                                                   | Dirección: Género dramático | Los 80                         | Ganador      |
| 2009 | Premio Altazor de las Artes Nacionales                                                                                                   | Dirección: Género dramático | Los 80                         | Ganador      |
| 2009 | Premio Altazor de las Artes Nacionales                                                                                                   | Guion                       | Los 80                         | Ganador      |
| 2005 | Premio Altazor de las Artes Nacionales                                                                                                   | Dirección: Género dramático | Geografía del deseo            | Ganador      |
| 2005 | Premio Altazor de las Artes Nacionales                                                                                                   | Guion                       | Geografía del deseo            | Ganador      |
| 2004 | Premio Altazor de las Artes Nacionales                                                                                                   | Dirección: Cine             | Sexo con amor                  | Ganador      |
| 2004 | FESTIVAL LATIONAMERICANO DE CINE DE MIAMI (EE. UU.) Garza de Oro al mejor director (“Sexo Con Amor”)                                     | Dirección: Cine             | Sexo con amor                  | Ganador      |
| 2003 | FESTIVAL DE CINE IBEROAMERICANO DE HUELVA (España) Carabela de Plata al mejor director (“Sexo Con Amor”)                                 | Dirección: Cine             | Sexo con amor                  | Ganador      |
| 2003 | FESTIVAL DE CINE IBEROAMERICANO DE HUELVA (España) Carabela de Plata al mejor director (“Sexo Con Amor”)                                 | Dirección: Cine             | Sexo con amor                  | Ganador      |
| 2003 | FESTIVAL DE CINE IBEROAMERICANO DE HUELVA (España) ASECAN al mejor largometraje (“Sexo Con Amor”)                                        | Dirección: Cine             | Sexo con amor                  | Ganador      |
| 2003 | FESTIVAL DE CINE IBEROAMERICANO DE HUELVA (España) Manuel Barba de la Asociación de la Prensa de Huelva al mejor guion (“Sexo Con Amor”) | Dirección: Cine             | Sexo con amor                  | Ganador      |
| 2003 | FESTIVAL DE CINE DE MONTECARLO (Mónaco) Platinum Award a la mejor película (“Sexo Con Amor”)                                             | Dirección: Cine             | Sexo con amor                  | Ganador      |
| 1993 | Premio Apes (Asociación de periodistas de espectáculos)                                                                                  | Mejor actor                 | Sabor a Miel                   | Ganador      |
| 1989 | Premio Apes (Asociación de periodistas de espectáculos)                                                                                  | Mejor actor                 | La negra Ester                 | Ganador      |